# Macrocentrus annulicornis
Macrocentrus annulicornis är en stekelart som beskrevs av Cameron 1911. Macrocentrus annulicornis ingår i släktet Macrocentrus och familjen bracksteklar. Inga underarter finns listade i Catalogue of Life.